# هورتون فوت
هورتون فوت (انگلیسی: Horton Foote; ۱۴ مارس ۱۹۱۶ – ۴ مارس ۲۰۰۹) یک فیلم‌نامه‌نویس، نمایش‌نامه‌نویس، و هنرپیشه اهل ایالات متحده آمریکا بود. وی همچنین برنده جوایزی همچون جایزه اسکار بهترین فیلم‌نامه غیراقتباسی شده‌است.